# Partido Cidadania e Democracia Cristã
Partido Cidadania e Democracia Cristã (PPV/CDC, deutsch Partei der Bürgerschaft und der Christdemokratie; bis 2015 Portugal pro Vida (PPV), deutsch „Portugal für das Leben“) war eine portugiesische Kleinpartei. Sie wurde im Jahr 2009 gegründet; das für Parteizulassungen zuständige Verfassungsgericht bestätigte die Gründung zum 1. Juli 2009. Die Partei wurde der Lebensrechtsbewegung zugerechnet und setzt sich für gesellschafts- und familienpolitische Ziele ein, die sie der Christlichen Soziallehre entnimmt. Erster Vorsitzender der Partei bis zu seinem Tod war Luís Botelho Ribeiro.
Die Partei setzte sich für „das uneingeschränkte Recht auf Leben ein“ und begreift dies in erster Linie als Kampf gegen den Schwangerschaftsabbruch auf verschiedenen politischen Ebenen. Sie zielte dementsprechend auf eine Revision des 2007 beschlossenen portugiesischen Abtreibungsgesetzes. Außerdem war sie gegen Erleichterungen im Scheidungsrecht und gegen die 2010 eingeführte gleichgeschlechtliche Ehe. Des Weiteren wollte die Partei erreichen, dass Sterbehilfe weiterhin verboten bleibt und dass Eltern im Zusammenhang mit dem schulischen Sexualkundeunterricht eine aktivere Rolle und stärkere Mitentscheidungsrechte zugestanden werden. In Bezug auf die Bürgerrechte woltr die Partei ein Wahlrecht ohne Altersbeschränkungen nach oben und forderte eine Möglichkeit des Steuerzahlers, festzulegen, wofür sein Geld eingesetzt werden soll.
Bei Wahlen war die Partei zunächst nicht erfolgreich. Bei ihrem erstmaligen Antritt zu den Parlamentswahlen 2009 erreichte sie 0,15 Prozent der Stimmen, das waren absolut 8.533 Stimmen. Sie gehört damit neben drei weiteren Kleinstparteien zu den Splitterparteien, die weniger als 10.000 Stimmen erzielen konnten.
Auf einer Sitzung des Nationalkonvents am 11. Juli 2015 beschloss die Partei, das gleiche Logo beizubehalten und ihren Namen in Partido Cidadania e Democracia Cristã (PPV/CDC) zu ändern, eine Änderung, die vom Verfassungsgericht am 12. August desselben Jahres akzeptiert und registriert wurde.
Im September 2020 fusionierte die Partei in Chega.

## Wahlergebnisse

### Assembleia da República
| Jahr | Wahl                  | Anzahl Stimmen | % Stimmen | Anzahl Sitze    | +/- |
| ---- | --------------------- | -------------- | --------- | --------------- | --- |
| 2009 | Parlamentswahl 2009   | 8.461          | 0,15      | 0/230           |     |
| 2011 | Parlamentswahl 2011   | 8.209          | 0,15      | 0/230           | ▬   |
| 2015 | Parlamentswahl 2015   | 2.659          | 0,05      | 0/230           | ▬   |
| 2019 | Parlamentswahl 2019 1 | 67.502         | 1,29      | 0/230 von 1/230 | ▬   |

### Europäisches Parlament
| Jahr | Wahl              | Anzahl Stimmen | % Stimmen | Anzahl Sitze  | +/- |
| ---- | ----------------- | -------------- | --------- | ------------- | --- |
| 2014 | Europawahl 2014   | 12.008         | 0,37      | 0/21          |     |
| 2019 | Europawahl 2019 1 | 49.388         | 1,49      | 0/21 von 0/21 | ▬   |